# Lucca Sicula
Lucca Sicula là một đô thị của tỉnh Agrigento ở vùng Sicilia, có vị trí cách khoảng 60 km về phía nam của Palermo và khoảng 40 km về phía tây bắc của Agrigento. Vào thời điểm ngày 31 tháng 12 năm 2004, đô thị này có dân số 2.045 người và diện tích là 18,4 km².
Lucca Sicula giáp các đô thị sau: Bivona, Burgio, Calamonaci, Palazzo Adriano, Villafranca Sicula.

## Thành phố kết nghĩa
- - Pueblo, Colorado, Hoa Kỳ